# کلنا آزوبیکه
کلنا آزوبیکه (انگلیسی: Kelenna Azubuike؛ زادهٔ ۱۶ دسامبر ۱۹۸۳) بازیکن بسکتبال اهل نیجریه است.
از باشگاه‌هایی که در آن بازی کرده‌است می‌توان به بسکتبال مردان کنتاکی وایلدکتز، دالاس ماوریکس، و گلدن استیت واریرز اشاره کرد.